# Siganus fuscescens
Siganus fuscescens es una especie de peces marinos de la familia Siganidae, orden Perciformes, suborden Acanthuroidei. 
Su nombre común en inglés es Dusky rabbitfish, o pez conejo oscuro. Es pescado para consumo humano en todo su rango de distribución geográfica, y criado en cautividad para su comercialización en Japón.

## Morfología
El cuerpo de los Siganidos es medianamente alto, muy comprimido lateralmente. Visto de perfil recuerda una elipse. La boca es terminal, muy pequeña, con mandíbulas no protráctiles. 
La coloración base de la cabeza, el cuerpo y las aletas, es gris verdoso a marrón. El tórax y el vientre son plateados. El cuerpo está decorado con un moteado de puntos azul claro, del tamaño de una cabeza de alfiler. Tiene una mancha vertical, marrón oscuro, bordeando la apertura del opérculo branquial. Desde la boca hasta la aleta dorsal tiene una mancha amarilla. 
Cuentan con 13 espinas y 10 radios blandos dorsales, precedidos por una espina corta saliente, a veces ligeramente sobresaliente, y otras totalmente oculta. La aleta anal cuenta con 7 fuertes espinas y 9 radios blandos. Las aletas pélvicas tienen 2 espinas, con 3 radios blandos entre ellas, característica única y distintiva de esta familia. Las espinas de las aletas tienen dos huecos laterales que contienen glándulas venenosas.
El tamaño máximo de longitud es de 40 cm, aunque el tamaño medio de adulto es de 25 cm.
Se diferencia de S. argenteus en detalles de la coloración, y en tener la aleta caudal menos horquillada. A menudo es confundido con S. canaliculatus.

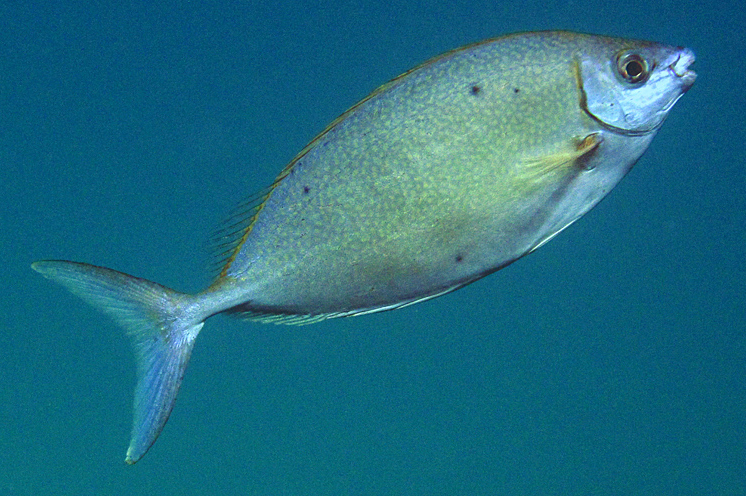
Siganus argenteus
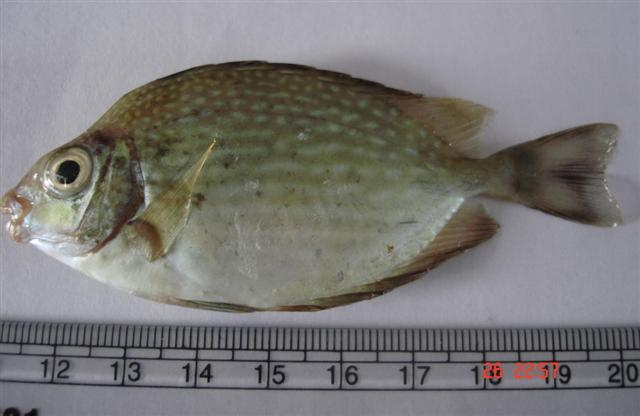
Siganus canaliculatus

## Reproducción
Alcanzan la madurez con 5 cm de largo, en el caso de los machos, y con 5,6 cm en el de las hembras.
Son ovíparos y de fertilización externa. Los huevos son adhesivos. El desove se produce al oscurecer, en los meses calurosos, coincidiendo con el ciclo lunar. En Belau, agregaciones de 50 o 60 individuos maduros se reúnen el 4º o 5º día de la luna nueva, para desovar en los extremos del arrecife. Las hembras sueltan alrededor de 300 000 huevos cada una en cada sesión de desove. No cuidan a su prole. En condiciones de cultivo de 29°-32 °C de temperatura y una salinidad de 31-34 ppt (partes por mil), los huevos eclosionan a las 24-26 horas del desove.
Poseen un estado larval planctónico, midiendo 2,1 mm de longitud cuando eclosionan, y comenzando a alimentarse a los 3 días, tanto de fitoplancton, como de zooplancton. Desarrollan un estado postlarval, característico del suborden Acanthuroidei, llamado acronurus, en el que los individuos son de forma triangular y transparentes, con algunos radios de las aletas dorsal y pélvicas muy alargados. Se mantienen en estado pelágico, durante un periodo extendido, antes de establecerse en el hábitat definitivo, y adoptar entonces la forma y color de juveniles, cuando alcanzan los 24 mm de largo, para evolucionar a la de adultos.

## Alimentación
Son principalmente herbívoros. Progresan de alimentarse de fitoplancton y zooplancton, como larvas, a alimentarse de macroalgas, pastos marinos y pequeños invertebrados. Los juveniles se alimentan de algas filamentosas, de adultos, suelen alimentarse de pastos marinos y algas frondosas. Entre su dieta se encuentran también algas rojas o verdes, como Enhalus acoroides, Lyngbya majuscula, o foraminíferos y detritus. Forman agregaciones, o "escuelas", para alimentarse, lo que hacen continuamente casi durante todo el día.

## Hábitat y comportamiento
Habitan en aguas tropicales, asociados a arrecifes de coral, en lagunas ricas en corales, y, comúnmente, en grandes estuarios.
Son diurnos, y por la noche duermen en grietas, desarrollando una coloración específica de camuflaje, en tonos pardos, y apagando sus colores, en un ejercicio de cripsis, que también desarrollan cuando están estresados.
Su rango de profundidad es ? - 50 metros, aunque se reportan localizaciones entre 1 y 92,5 m, y en un rango de temperatura entre 23.65 y 29.32 °C.
Son oceanódromos, lo que implica que migran recorriendo distancias de, al menos, 100 km, para alimentarse o desovar. Estas migraciones son cíclicas y predecibles.

## Distribución geográfica
Estos peces se encuentran en el océano Pacífico oeste y en el este del Índico. Desde Andamán hasta Vanuatu. 
Está presente en Andamán, Australia, Cores del Sur, Filipinas, China, India, Indonesia, Japón, isla Lord Howe, Malasia, Micronesia, Nueva Caledonia, Palaos, Papúa Nueva Guinea, islas Ogasawara, islas Ryukyu, islas Salomón, Singapur, Tailandia, Taiwán, Vanuatu y Vietnam.

## Galería

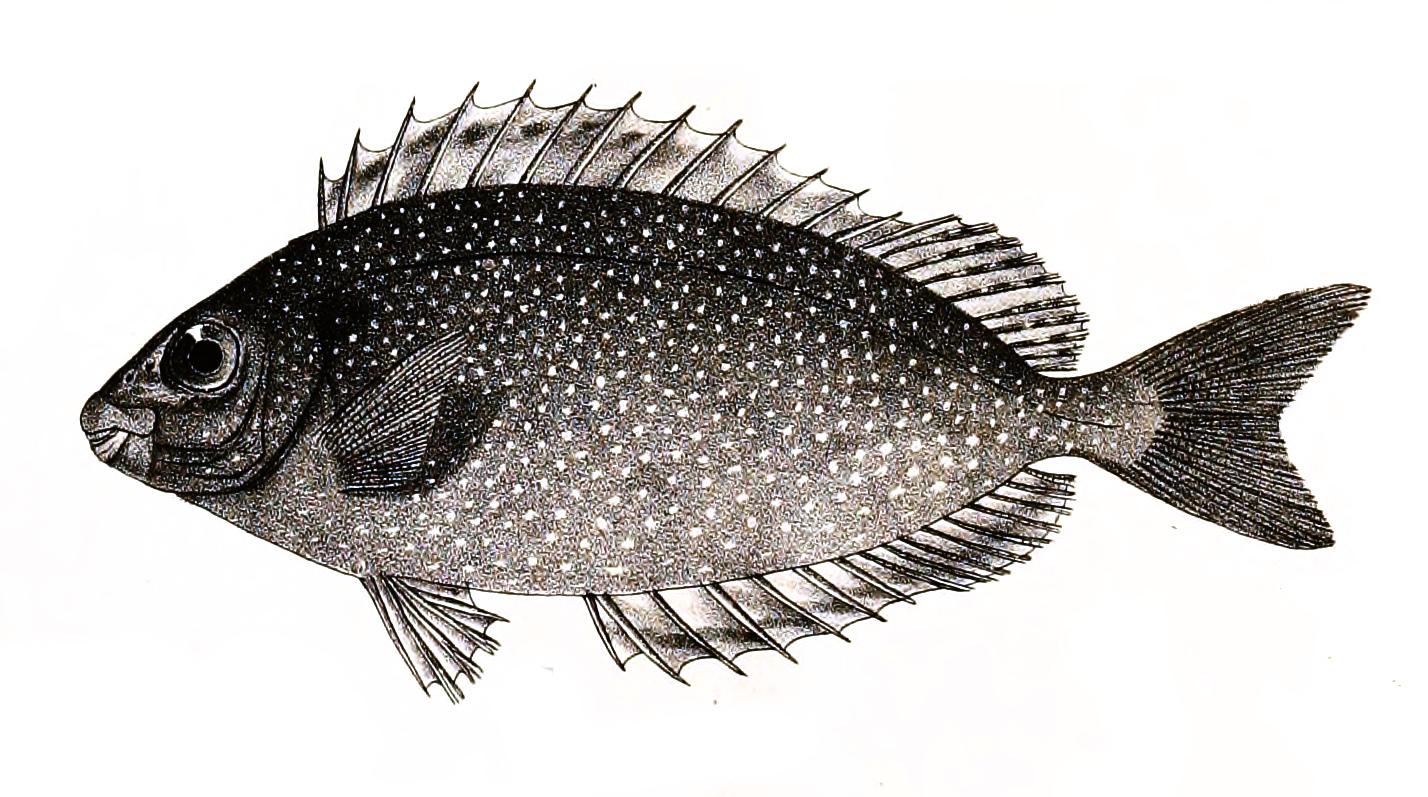
Dibujo de S. fuscescens, como Teuthis margaritifera, de George Henry Ford, 1878
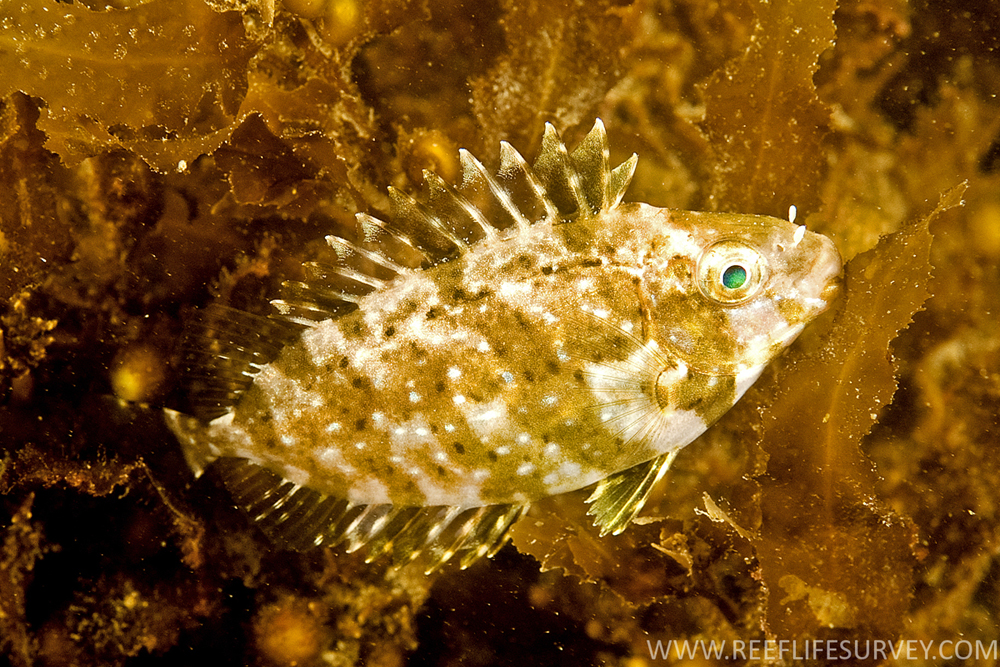
S. fuscescens con su traje de camuflaje
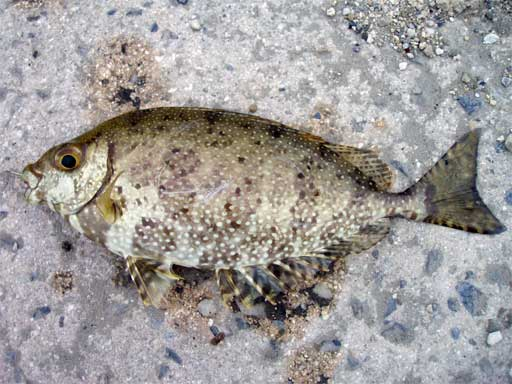
S. fuscescens con su traje de camuflaje
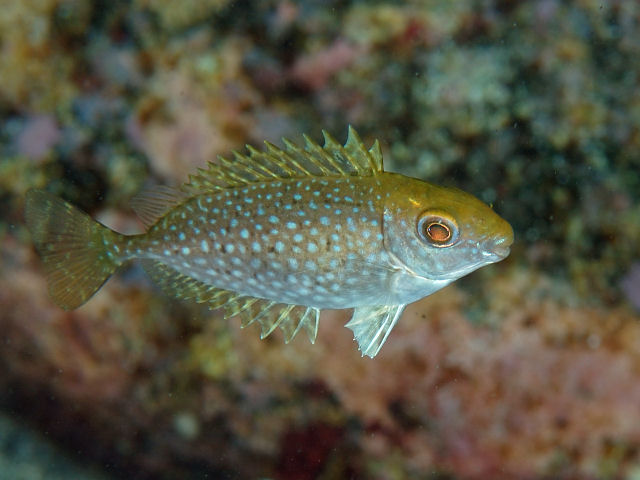
S. fuscescens juvenil
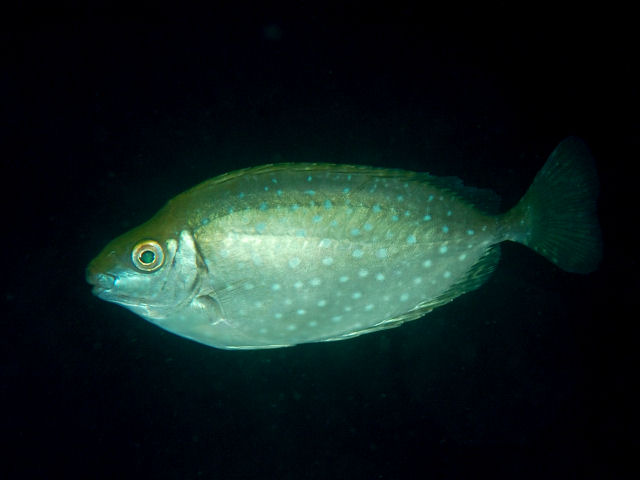
S. fuscescens juvenil, con menos motas y más separadas
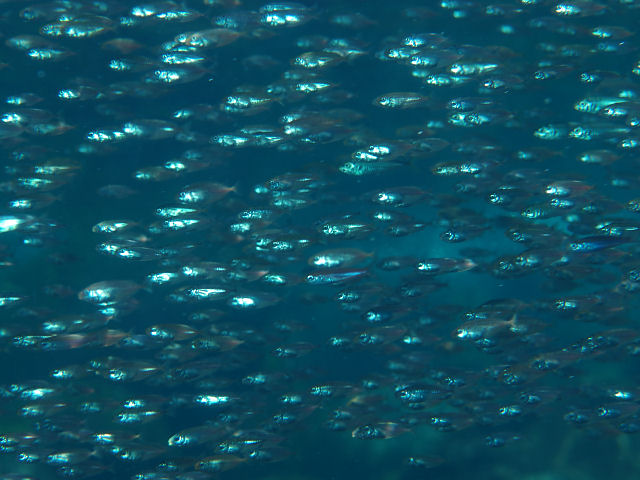
Escuela de S. fuscescens juveniles
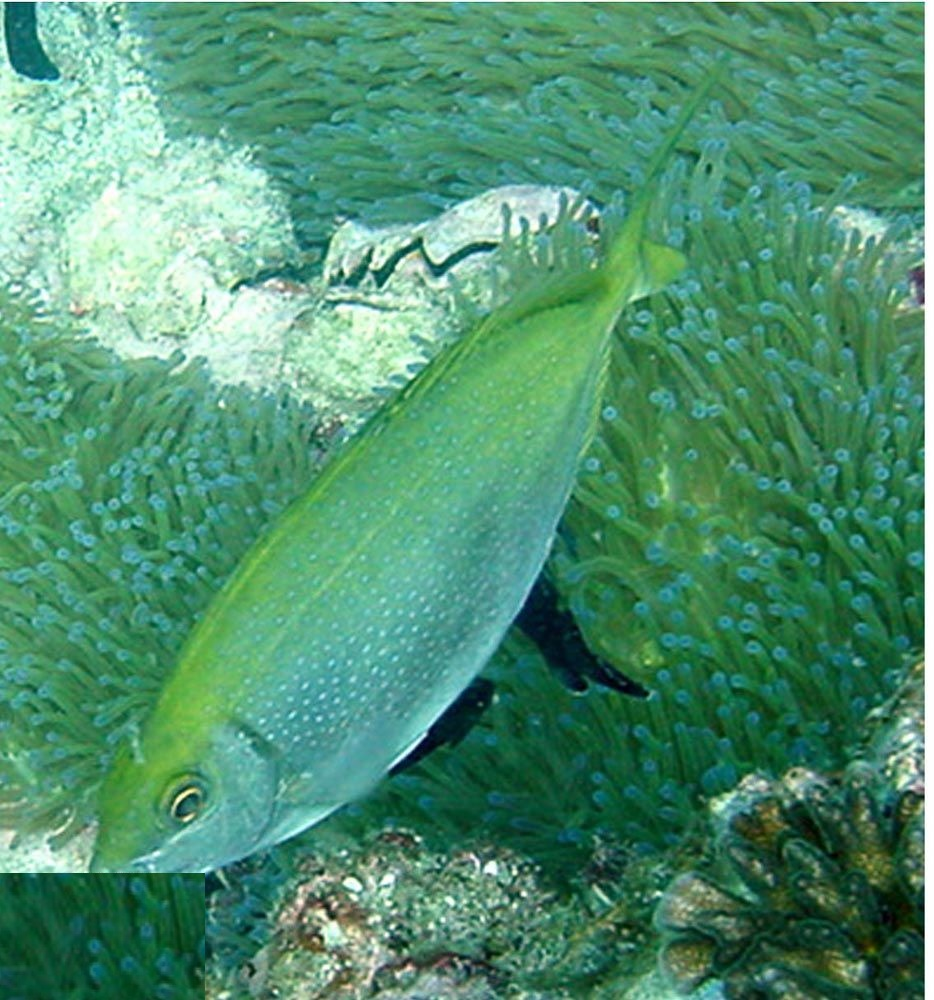
S. fuscescens adulto
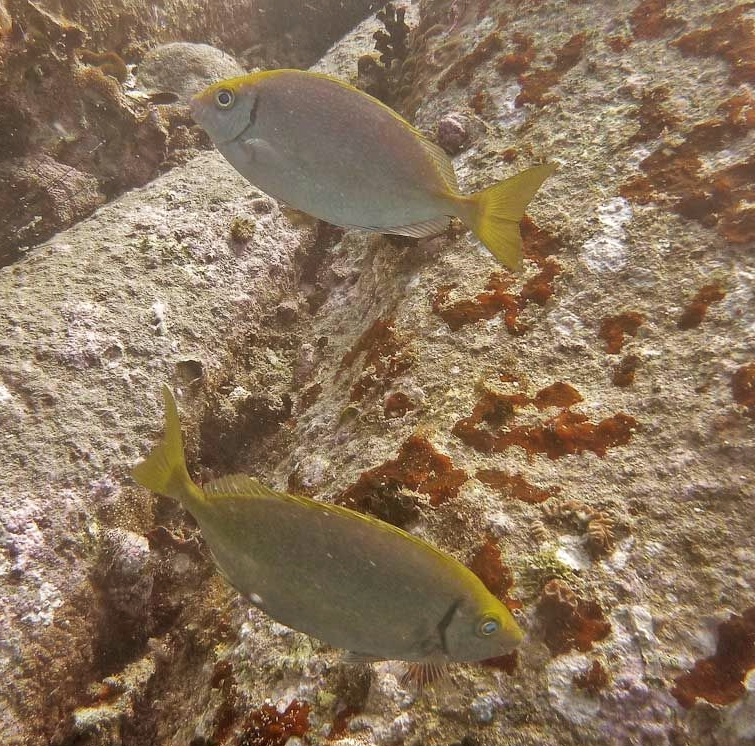
Pareja de S. fuscescens en Koh Phangan, Tailandia
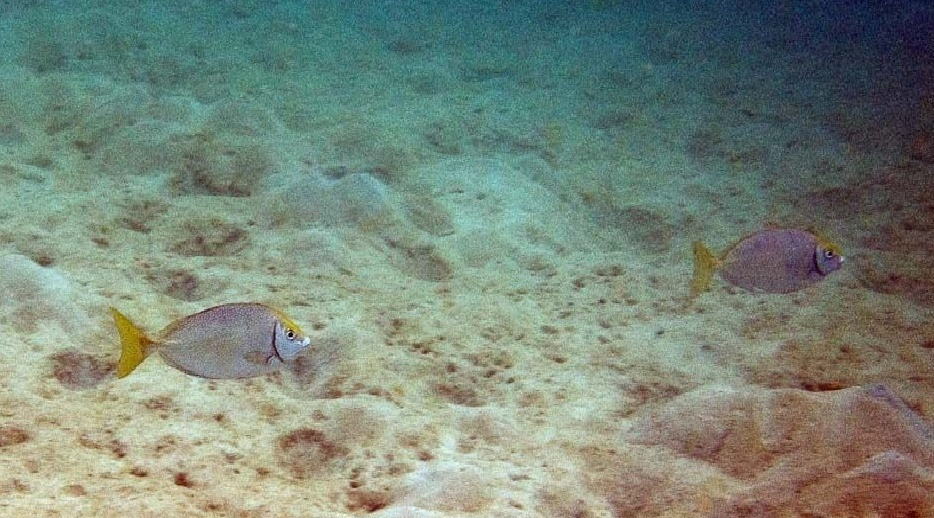
Pareja de S. fuscescens en Koh Phangan, Tailandia
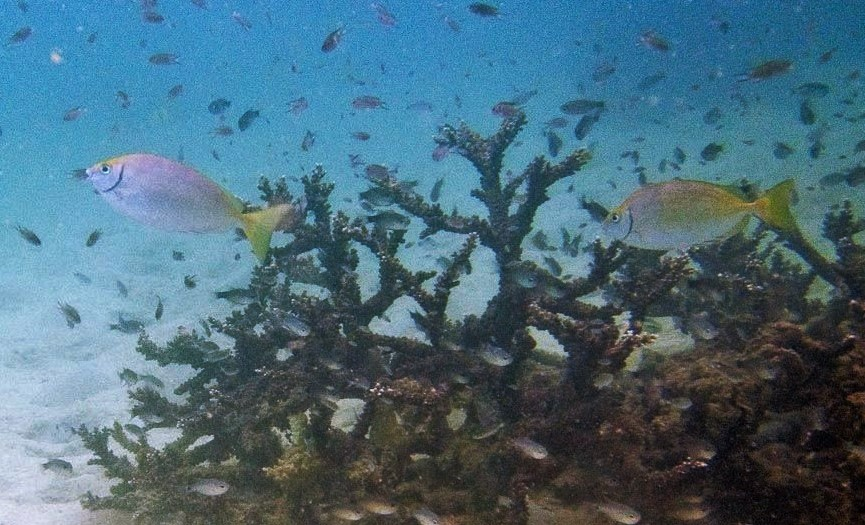
S. fuscescens en Koh Phangan, Tailandia